# Macfadyena unguis-cati
Dolichandra unguis-cati é uma espécie de planta com flor pertencente à família Bignoniaceae. 

## Portugal
Trata-se de uma espécie introduzida no território português, sendo originária das Américas.